# ایهور هتله
ایهور هتله (اوکراینی: Ігор Тарасович Гатала؛ زادهٔ ۱۸ ژوئن ۱۹۹۸) بازیکن فوتبال است.